# Saint-Aubin (Lot e Garonna)
Saint-Aubin è un comune francese di 438 abitanti situato nel dipartimento del Lot e Garonna nella regione della Nuova Aquitania.

## Società

### Evoluzione demografica
Abitanti censiti